# Pandanus monotheca
Pandanus monotheca är en enhjärtbladig växtart som beskrevs av Ugolino Martelli. Pandanus monotheca ingår i släktet Pandanus och familjen Pandanaceae. Inga underarter finns listade.